# Landkreis Gotha
Landkreis Gotha is een Landkreis in de Duitse deelstaat Thüringen. De Landkreis telt 134.563 inwoners (31 december 2020) op een oppervlakte van 935,59 km². Kreisstadt is de gelijknamige stad.

## Steden en gemeenten
(Inwoners op 31 december 2018)
| Steden ¹ is vervullende gemeente voor 4 andere gemeenten 1. Friedrichroda (7.164) 2. Gotha, Große kreisangehörige Stadt (45.273) 3. Ohrdruf ¹ (9.652) 4. Tambach-Dietharz (4.381) 5. Waltershausen (12.712) |  | Gemeenten ² vervullende gemeente in de zin van een Verwaltungsgemeinschaft is de stad Ohrdruf 1. Bad Tabarz (4.133) 2. Drei Gleichen () 3. Günthersleben-Wechmar (), tevens vervullende gemeente voor: 1. Schwabhausen (784) 4. Leinatal () 5. Crawinkel ² () 6. Gräfenhain ² () 7. Luisenthal ² (1.189) 8. Wölfis ² () |

Landgemeinden

1. Hörsel (4.727)
2. Nesse-Apfelstädt (5.995)

Verwaltungsgemeinschaften

* Bestuurszetel

| - 1. Apfelstädtaue () 1. Emleben (691) 2. Georgenthal * () 3. Herrenhof (767) 4. Hohenkirchen () 5. Petriroda () - 2. Fahner Höhe (7.111) 1. Dachwig (1.608) 2. Döllstädt (1.096) 3. Gierstädt (814) 4. Großfahner (815) 5. Tonna * (2.778) | - 3. Mittleres Nessetal () 1. Ballstädt () 2. Brüheim () 3. Bufleben () 4. Friedrichswerth () 5. Goldbach * () 6. Haina () 7. Hochheim () 8. Remstädt () 9. Sonneborn (1.165) 10. Wangenheim () 11. Warza () 12. Westhausen () | - 4. Nesseaue (5.690) 1. Bienstädt (671) 2. Eschenbergen (710) 3. Friemar * (1.008) 4. Molschleben (1.015) 5. Nottleben (423) 6. Pferdingsleben (386) 7. Tröchtelborn (304) 8. Tüttleben (827) 9. Zimmernsupra (346) |

## Demografie
| Peildatum             | 31.12.2009 | 31.12.2010 | 31.12.2011 | 31.12.2012 | 31.12.2013 | 31.12.2014 | 31.12.2015 | 31.12.2016 | 31.12.2017 | 31.12.2018 |            |
| --------------------- | ---------- | ---------- | ---------- | ---------- | ---------- | ---------- | ---------- | ---------- | ---------- | ---------- | ---------- |
| Inwoners              | 138.857    | 138.056    | 135.986    | 135.376    | 135.155    | 135.381    | 136.831    | 135.430    | 135.521    | 135.452    |            |
| Buitenlanders         | 2.382      | 2.483      | 2.067      | 2.491      | 3.013      | 4.149      | 6.593      | 6.135      | 7.362      | 8.402      |            |
| Aandeel buitenlanders | 1,7%       | 1,8%       | 1,5%       | 1,8%       | 2,2%       | 3,1%       | 4,8%       | 4,5%       | 5,4%       | 6,2%       |            |
| Peildatum             | 31.12.1998 | 31.12.1999 | 31.12.2000 | 31.12.2001 | 31.12.2002 | 31.12.2003 | 31.12.2004 | 31.12.2005 | 31.12.2006 | 31.12.2007 | 31.12.2008 |
| Inwoners              | 149.625    | 149.491    | 148.527    | 147.418    | 146.632    | 145.383    | 144.833    | 143.745    | 142.491    | 141.405    | 140.041    |
| Buitenlanders         | 1.901      | 2.383      | 2.232      | 2.156      | 2.285      | 2.374      | 2.456      | 2.508      | 2.435      | 2.415      | 2.297      |
| Aandeel buitenlanders | 1,3%       | 1,6%       | 1,5%       | 1,5%       | 1,6%       | 1,6%       | 1,7%       | 1,7%       | 1,7%       | 1,7%       | 1,6%       |